# Наншіунгозавр
Наншіунгозавр (лат. Nanshiungosaurus) — рід викопних ящеротазових динозаврів з родини теризинозавридів. Рід містить два види. Обидва ці види жили в пізній крейді на території сучасного Китаю.

## Опис

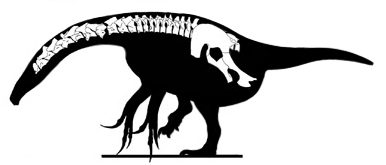
Відомі рештки Nanshiungosaurus

Як й інші представники цієї родини, наншіунгозавр, імовірно, мав великі кігті, але оскільки ні черепа, ні хвіста, ребер або кінцівок не знайшли, вивчені були виключно хребці і таз. Розрахункова довжина тіла — 440 см, розрахункова вага — 500—700 кг.

## Історичні відомості
У 70-х роках XX століття в місцевості Dapingcun провінції Гуандун виявили скелет невідомого динозавра, який приписали невеликому завроподу. У 1979 році китайський палеонтолог Дун Чжимін дав назву й описав типовий вид Nanshiungosaurus brevispinus. Назва роду походить від формації Nanxiong. Видова назва походить від лат. brevis — «короткий» і лат. spina — «колючка», що ґрунтується на наявності коротких остистих відростків.
Голотип IVPP V4731 знайшли у формації Yuanpu, що датується початком кампану. Голотип складається з фрагментованого скелета без черепа. У 2008 році в дослідженні Ліндсі Занно було зазначено, що хребет голотипа загубили, за винятком крижів.

## Види
- N. brevispinus. У цього виду була коротша і товстіша шия у порівнянні з іншими целурозавридами. Скам'янілість включає 11 шийних хребців, 15 спинних хребців, і таз. Його кістки нагадували кістки завроподів.[1]

- N. bohlini. Від цього виду збереглося лише 11 хребців, і вони є унікальними, тому що містять реберні відростки та спинні остисті відростки хребців, яких у N. brevispinus немає. Це може бути причиною для виділення N. bohlini в окремий рід.